# عملية هزيم الرعد
كانت عملية هزيم الرعد عنوان حملة قصف جوي متدرجة ومستمرة قامت بها الفرقة الجوية الأمريكية الثانية (القوة الجوية السابعة لاحقاً) ، والبحرية الأمريكية، والقوات الجوية لجمهورية فيتنام (VNAF) ضد جمهورية فيتنام الديمقراطية (فيتنام الشمالية). من 2 مارس 1965 حتى 2 نوفمبر 1968، أثناء حرب فيتنام.
كانت الأهداف الأربعة للعملية (التي تطورت بمرور الوقت) هي تعزيز الروح المعنوية المتردية لنظام سايغون في جمهورية فيتنام، ولحث فيتنام الشمالية على وقف دعمها للتمرد الشيوعي في جنوب فيتنام دون الحاجة لإنزال قوات برية أي أراضي فيتنام الشمالية الشيوعية، ولتدمير نظام النقل في فيتنام الشمالية، والقاعدة الصناعية، والدفاعات الجوية، ووقف تدفق الرجال والمواد إلى جنوب فيتنام. لقد كان تحقيق هذه الأهداف صعباً بسبب القيود المفروضة على الولايات المتحدة وحلفائها بسبب مقتضيات الحرب الباردة والمساعدة العسكرية التي تلقتها فيتنام الشمالية من حلفائها الشيوعيين، الاتحاد السوفييتي وجمهورية الصين الشعبية (PRC). وكوريا الشمالية.
أصبحت العملية أكثر المعارك الجوية / البرية حدة خلال فترة الحرب الباردة. كانت هذه الحملة هي الأصعب للولايات المتحدة منذ القصف الجوي لألمانيا خلال الحرب العالمية الثانية. بدعم من الحلفاء الشيوعيين، قدمت فيتنام الشمالية خليطًا قويًا من أسلحة جو-جو وأرض-جو المتطورة، حيث خلقت واحدة من أكثر الدفاعات الجوية فعالية التي واجهتها الطائرات العسكرية الأمريكية.